# Tată

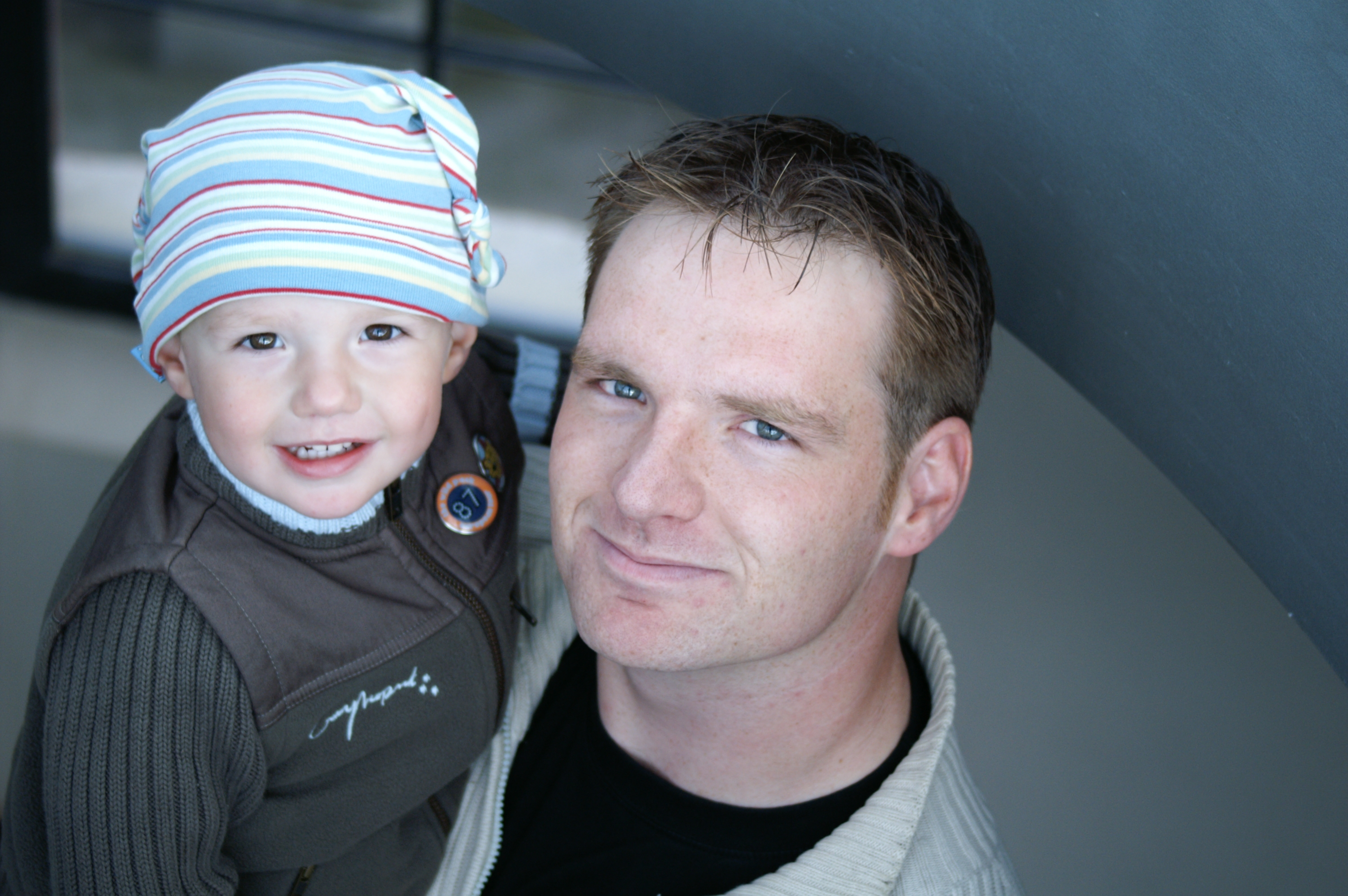
Tată cu băiatul său

Tatăl este părintele biologic de sex masculin al unui copil indiferent dacă copilul s-a născut din părinți căsătoriți sau din părinți necăsătoriți. Împreună, mama și tatăl, plus eventualii frați și surori reprezintă familia minorului. Bunicii, unchii, mătușile, verii primari sau secundari reprezintă familia extinsă.
Tatăl se ocupă în majoritatea cazurilor împreună cu mama de educația și îngrijirea copilului. Ambii părinți dețin dreptul de educare al copilului . Există însă și cazuri în care numai un părinte are acest drept . În unele țări și părinții de același sex (homosexualitate) au acest drept.

## Derivate
Tată vitreg - acel bărbat care nu este părinte biologic al unui copil dar care s-a căsătorit ulterior cu mama biologică a acelui copil.
Tată adoptiv - acel bărbat care singur sau împreună cu un partener adoptă un minor din punct de vedere legal.